# Baahubali 2: The Conclusion
Baahubali 2: The Conclusion è un film del 2017 diretto da S. S. Rajamouli.
Il film, di genere high fantasy, è il secondo della serie Baahubali ed è quindi il seguito di Baahubali: The Beginning. Il film è girato in lingua telugu e doppiato in hindī e tamil.
Costato 37 milioni di dollari, Baahubali 2 ha avuto un enorme successo, incassandone 278 milioni e diventando il più grande incasso di sempre in India, nonché il secondo più grande incasso per un film indiano a livello mondiale, dopo Dangal. Si stima che siano stati venduti circa 100 milioni di biglietti al cinema, il più grande numero di spettatori in India da Sholay nel 1975.

## Trama
Il film riparte dal finale del primo, ovvero col proseguimento del racconto di Kattappa, che funge da flashback: viene mostrato l'incontro tra Baahubali e Devasena e il loro matrimonio, oltre che l'ascesa al trono di Ballaladeva e il successivo inganno di quest'ultimo che porta Kattappa a uccidere Baahubali. Scoperta la sua eredità morale, Shiva, figlio di Baahubali, mette in atto la sua vendetta verso lo zio usurpatore del trono.